# Nikoghajos Nikoghosjan

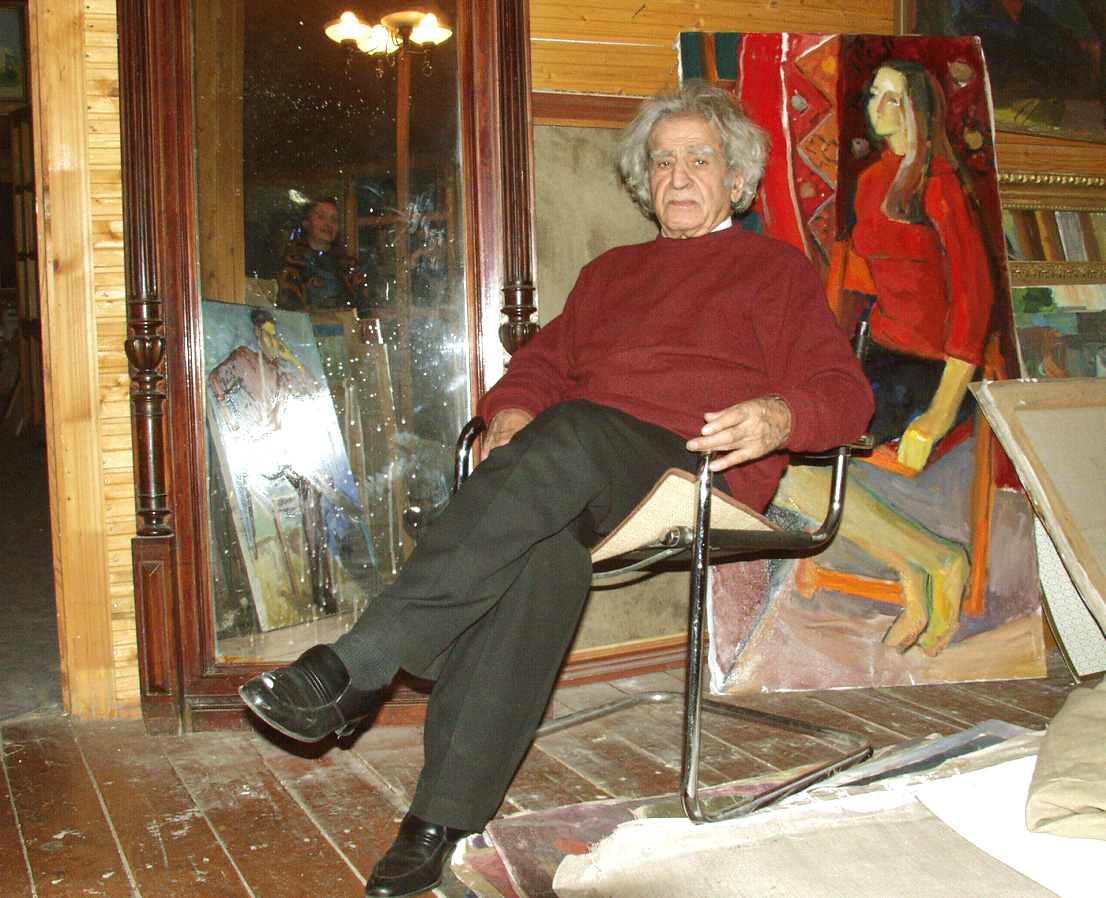
2002

Nikoghajos Bagrati Nikoghosjan (armenisch Նիկողայոս Բագրատի Նիկողոսյան, russisch Николай Багратович Никогосян; * 19. Novemberjul. / 2. Dezember 1918greg. im Dorf Schagriar bei Wagharschapa, Demokratische Republik Armenien; † 10. August 2018 in Moskau) war ein sowjetisch-russischer Bildhauer, Maler und Hochschullehrer armenischer Herkunft.

## Leben
Nikoghosjan kam 1930 nach Jerewan. Von 1937 bis 1940 besuchte er die Kunstschule des Leningrader Repin-Instituts für Malerei, Bildhauerei und Architektur. Er begann dann das Studium am Leningrader Repin-Institut, das 1941 durch den Beginn des Deutsch-Sowjetischen Kriegs mit der Leningrader Blockade unterbrochen wurde. 1942 wurde er Mitglied der Union der Künstler der UdSSR. Von 1944 bis 1947 studierte er am Moskauer Surikow-Kunstinstitut (Nachfolger der Moskauer Hochschule für Malerei, Bildhauerei und Architektur) in der Fakultät für Bildhauerei bei Alexander Matwejew.
1956 nahm Nikoghosjan an der Biennale di Venezia teil.
Nikoghosjan schuf eine Vielzahl von Skulpturen, insbesondere Porträts, Denkmäler und Grabsteine. Auch malte er und schuf mehr als 1500 Bildwerke. Werke Nikoghosjans befinden sich in der Tretjakow-Galerie und im Russischen Museum. 1983 wurde er zum Korrespondierenden Mitglied der Akademie der Künste der UdSSR gewählt.
Nikoghosjan lehrte von 1985 bis 2005 an der Moskauer Stroganow-Kunst-Gewerbe-Hochschule als Professor der Fakultät für Architekturplastik. 2001 wurde er zum Vollmitglied der nun Russischen Akademie der Künste gewählt.
Nikoghosjan starb am 10. August 2018 in Moskau. Einen Tag später starb seine zweite Frau Eteri. Beigesetzt wurde Nikoghosjan in Jerewan im Komitas Pantheon.

## Ehrungen, Preise
- Medaille „Für heldenmütige Arbeit“ (1945)
- Verdienter Künstler der Armenischen SSR (1965)
- Silbermedaille der Ausstellung der Errungenschaften der Volkswirtschaft der UdSSR (1967)
- Verdienter Künstler der RSFSR (1970)
- Silbermedaille der Akademie der Künste der UdSSR (1976)
- Volkskünstler der Armenischen SSR (1977)
- Staatspreis der UdSSR (1977)
- Volkskünstler der UdSSR (1982)
- Verdienter der polnischen Kultur (1989)
- Orden der Völkerfreundschaft (1989)
- Ehrenbürger Jerewans (2003)
- Orden der Freundschaft (2005)[7]
- Mesrop-Maschtoz-Orden (2009)[8]
- Medaille „65 Jahre Sieg im Großen Vaterländischen Krieg 1941–1945“ (2010)
- Orden der Ehre (2014)[9]

## Werke (Auswahl)

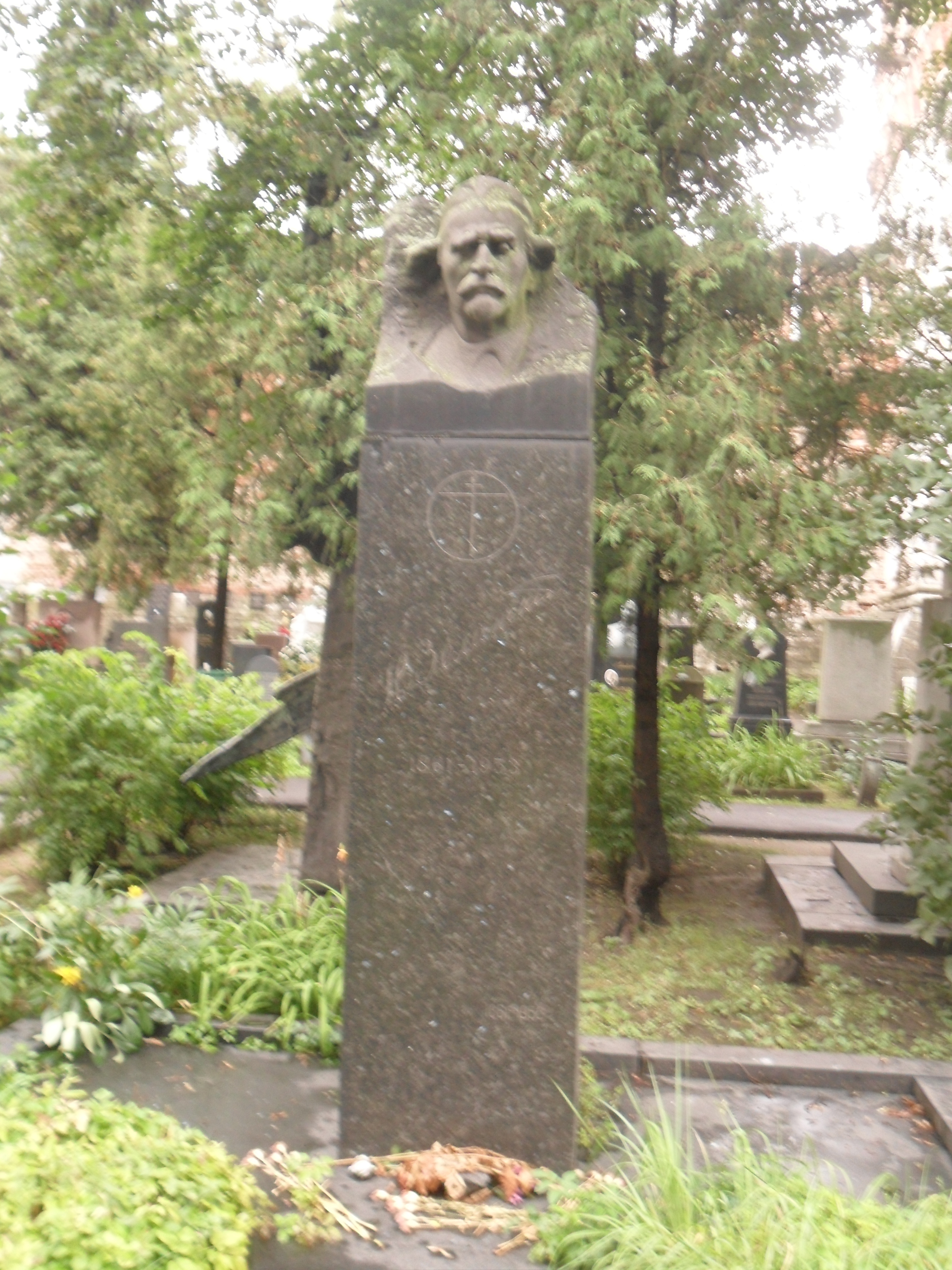
Nikolai Selinski, Nowodewitschi-Friedhof, Moskau
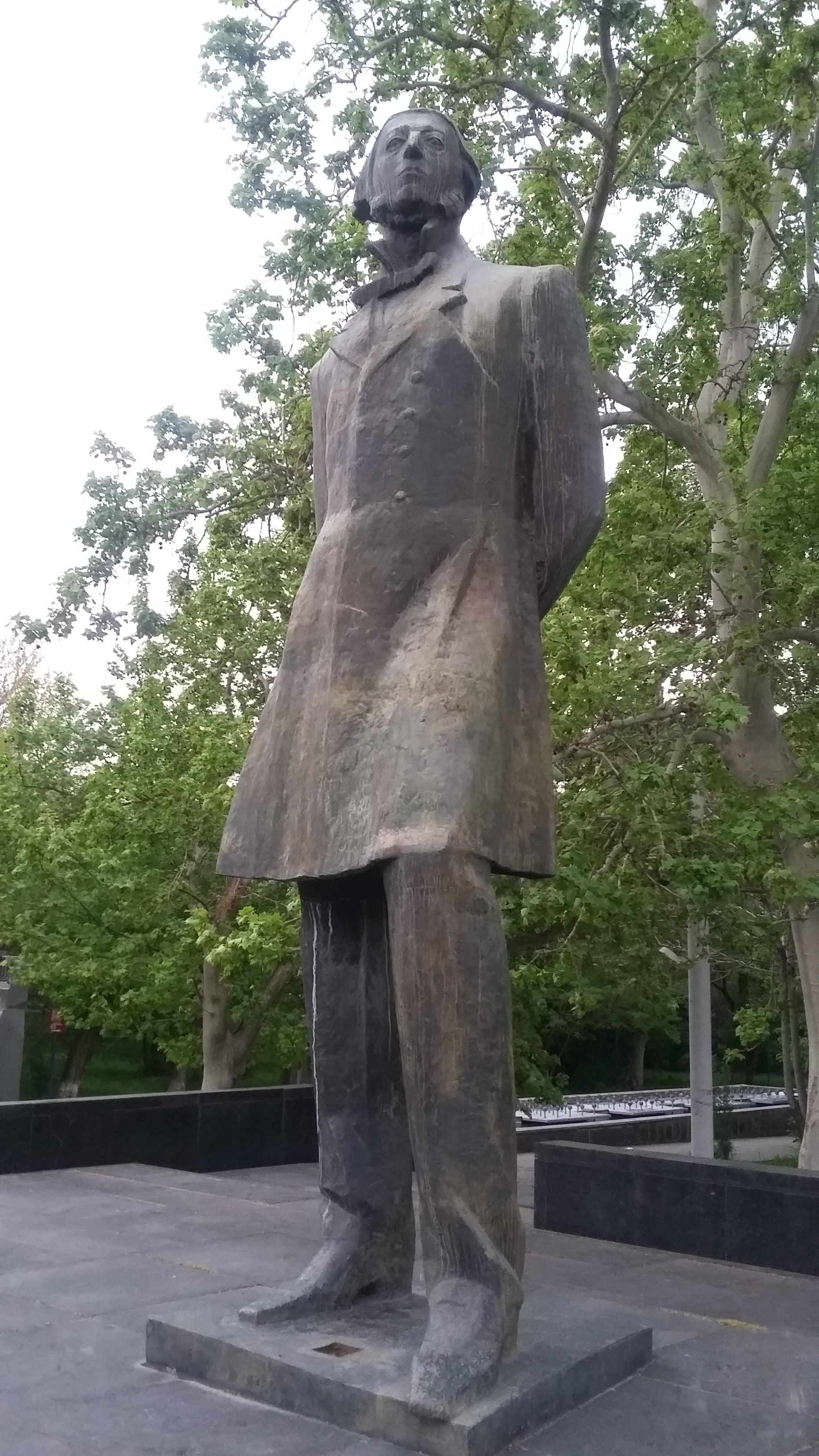
Mikael Nalbandian (1965), Jerewan
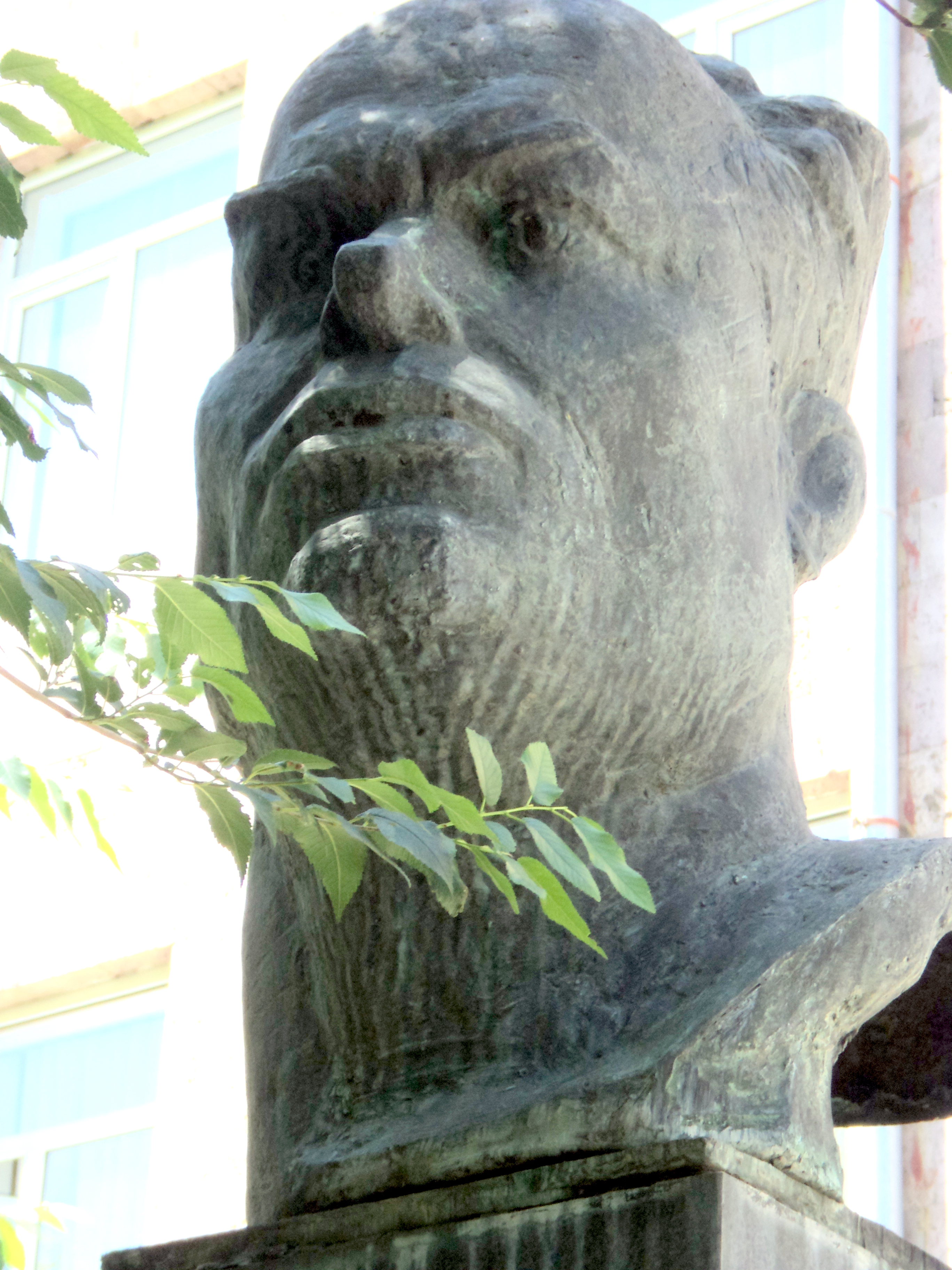
Nairi Sarjan (1974), Arabkir, Jerewan
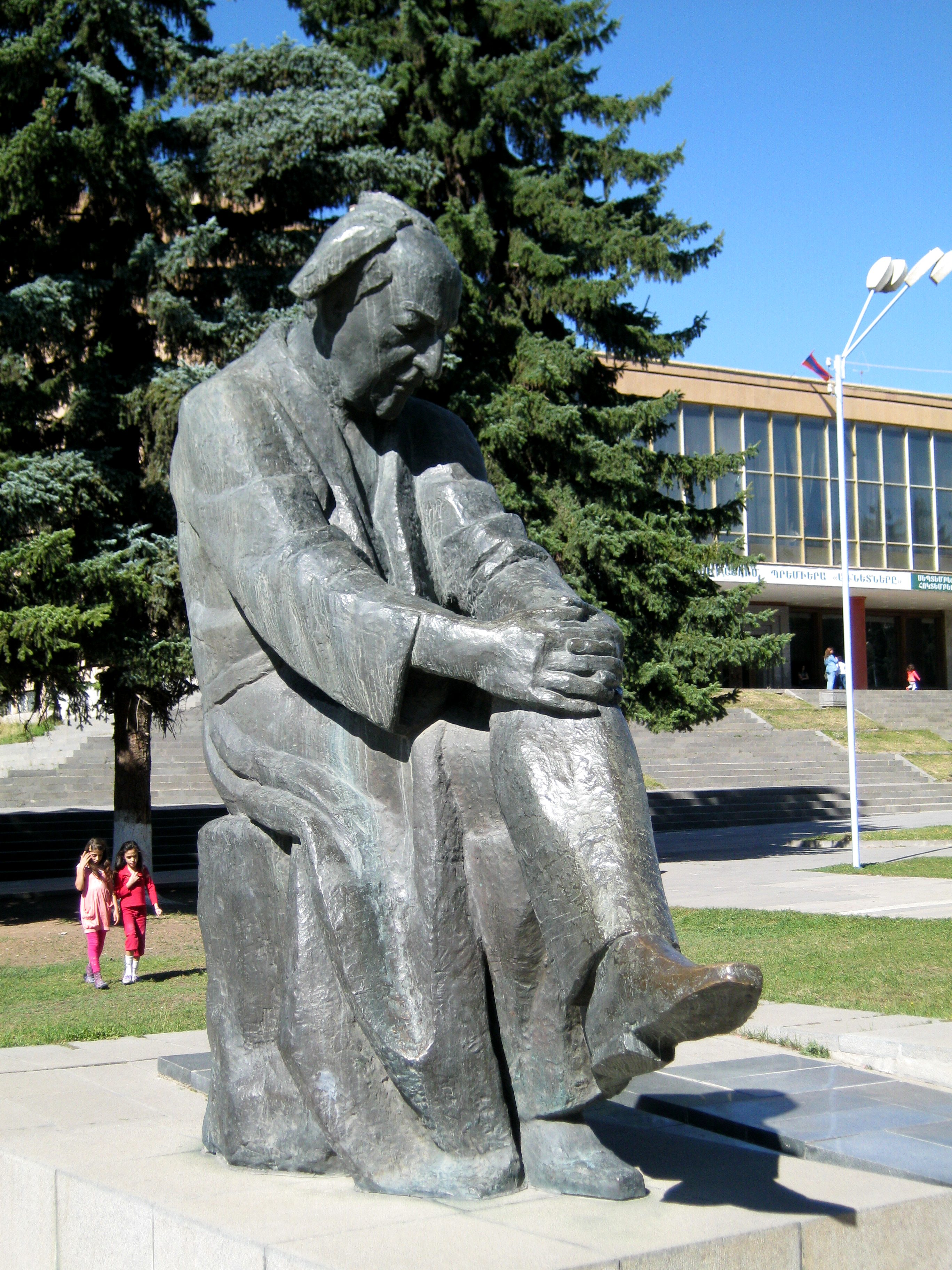
Awetik Issahakjan (1975), Gjumri
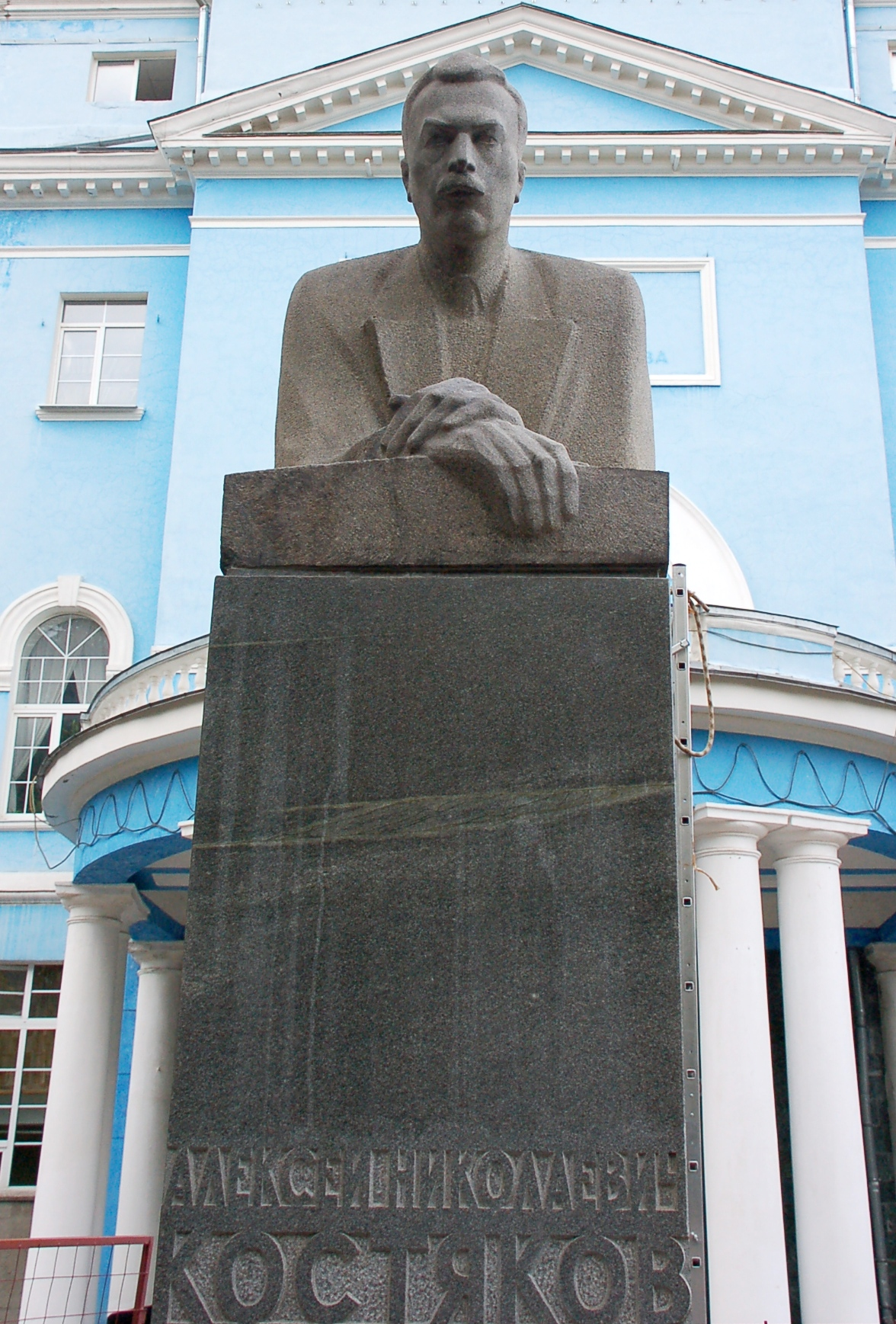
Alexei Kostjakow (1975), Moskau
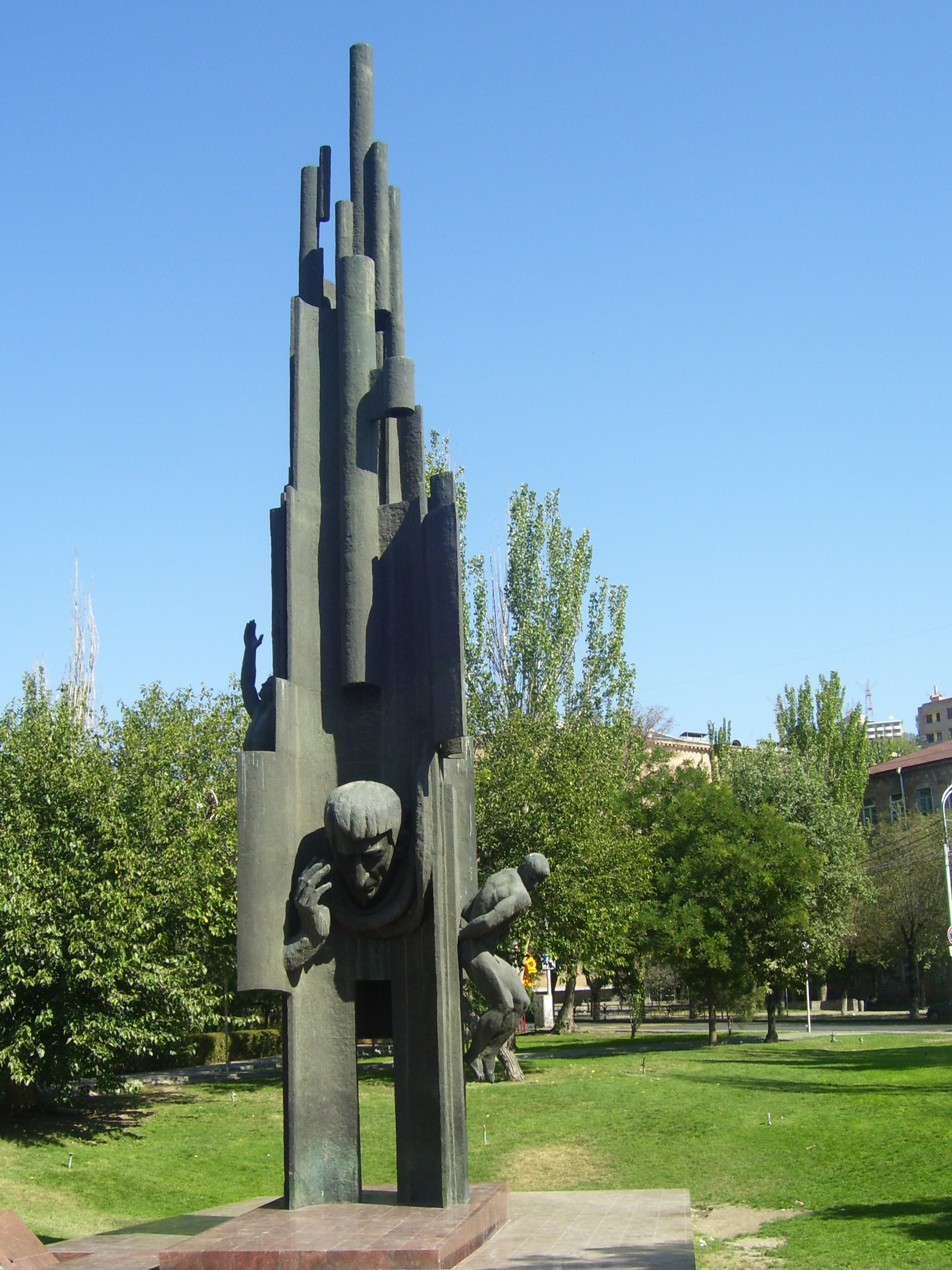
Jeghische Tscharenz (1985), Kentron, Jerewan
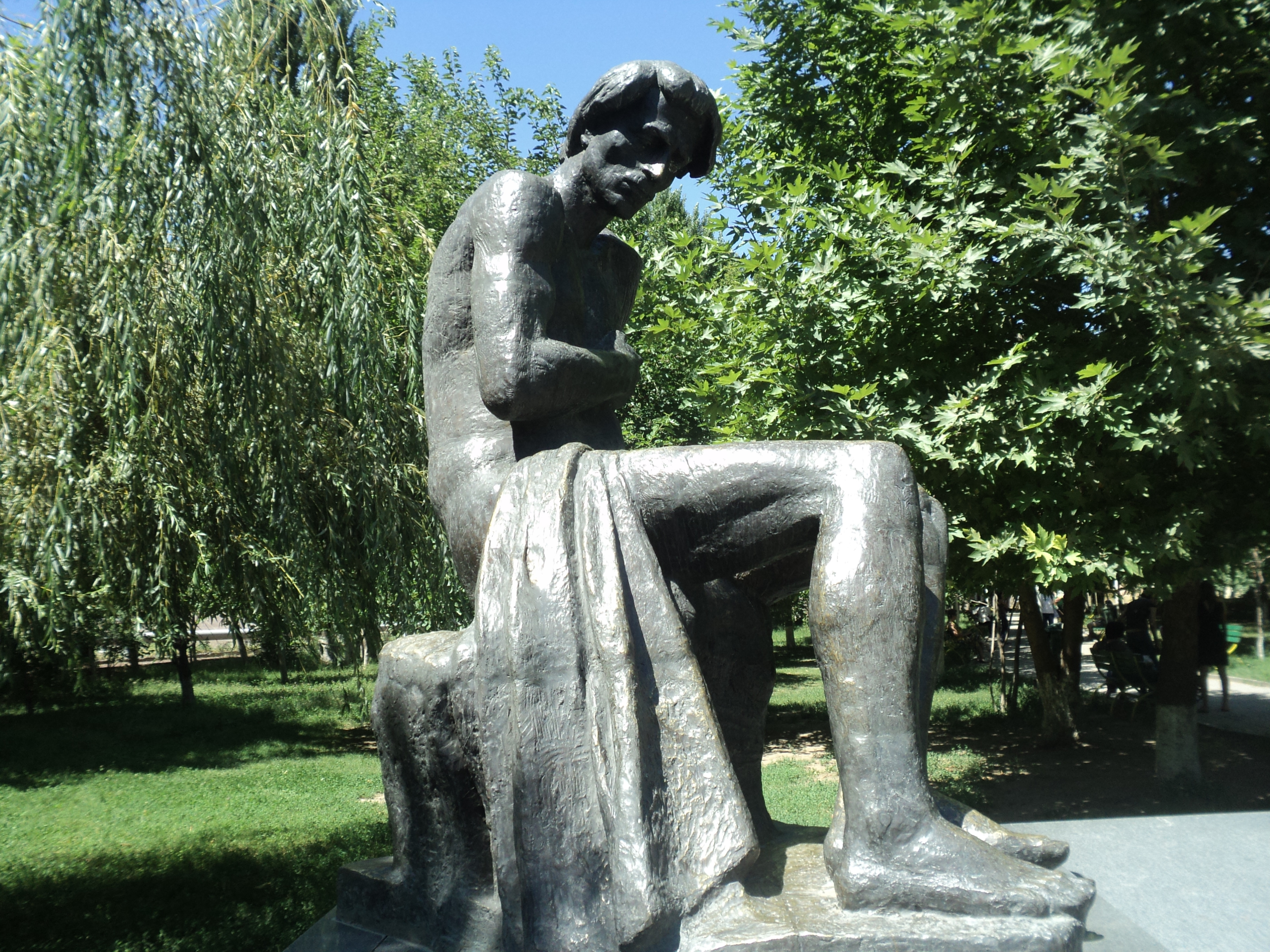
Wahan Terjan (2007), Jerewan